# (32819) 1991 PM15
1991 PM15 (asteroide 32819) é um asteroide da cintura principal. Possui uma excentricidade de 0.23881990 e uma inclinação de 3.71651º.
Este asteroide foi descoberto no dia 8 de agosto de 1991 por Henry E. Holt em Palomar.